# Ulica Smoleńsk w Krakowie
Ulica Smoleńsk – ulica w Krakowie, w dzielnicy I Stare Miasto, na Nowym Świecie.

## Historia
Została wytyczona w 2 połowie XIX wieku. w miejscu drogi prowadzącej od Bramy Wiślnej w stronę jurydyki Smoleńsk. Początkowo bezimienna, potem nosiła nazwę Smoleńska. W 1881 r. ulicy nadano obecną nazwę. Pierwotnie kończyła się nad rzeką Rudawą czyli dzisiejszym skrzyżowaniem z ul. Retoryka. W 1883 r. została wydłużona do ulicy Swoboda czyli dzisiejszej al. Zygmunta Krasińskiego, zaś w 1927 r. jeszcze dalej. W 1937 odcinek za al. Krasińskiego przemianowano na ul. rtm. Zbigniewa Dunin-Wąsowicza.

## Zabudowa
Początkowo zabudowę ulicy stanowiły niewielkie domy oraz dworki. Aktualnie stanowią ją głównie kamienice. Po II wojnie światowej wzniesiono kilka wielorodzinnych budynków mieszkalnych, które wkomponowane są w starą zabudowę m.in. nr. 15-17 oraz 29-33.
- ul. Smoleńsk 2-6 – klasztor ss. felicjanek oraz Kościół Niepokalanego Serca NMP
- ul. Smoleńsk 5-7 – w stylu neogotyckim, wzniesiona w latach 1878-81, w której mieściła się Szkoła Miejska (obecnie Szkoła Podstawowa nr 4).
- ul. Smoleńsk 9 – gmach dawnego Muzeum Techniczno-Przemysłowego (obecnie Wydziału Form Przemysłowych i Wydziału Konserwacji i Restauracji Dzieł Sztuki Akademii Sztuk Pięknych)
- ul. Smoleńsk 10-12 – Dom Egipski, z 1896
- ul. Smoleńsk 11 – z lat 1886-87
- ul. Smoleńsk 13 – z lat 1886-87
- ul. Smoleńsk 14 – willa Lewkowicza z 1922, na rogu z ul. Retoryka
- ul. Smoleńsk 16 – projekt Stanisław Jaworski
- ul. Smoleńsk 26 – z 1887 r. zwana  od metalowego jaszczura na fasadzie Pod smokiem, w stylu eklektycznym, projektował Teodor Talowski
- ul. Smoleńsk 20 – z 1888 r., projektował Teodor Talowski
- ul. Smoleńsk 21 – z 1887 r.
- ul. Smoleńsk 23 – z 1911 r.
- ul. Smoleńsk 25a – z 1930 r. w stylu funkcjonalistycznym
- ul. Smoleńsk 27 – z 1908 r. w stylu modernistycznym
- ul. Smoleńsk 26 – kamienica Pod Szarotką, secesja, 1905
- ul. Smoleńsk 35 –  z 1910 r. z tendencjami modernistycznymi
- ul. Smoleńsk 37 (al. Z. Krasińskiego 17) – kamienica czynszowa, proj. Józef Pokutyński, 1908

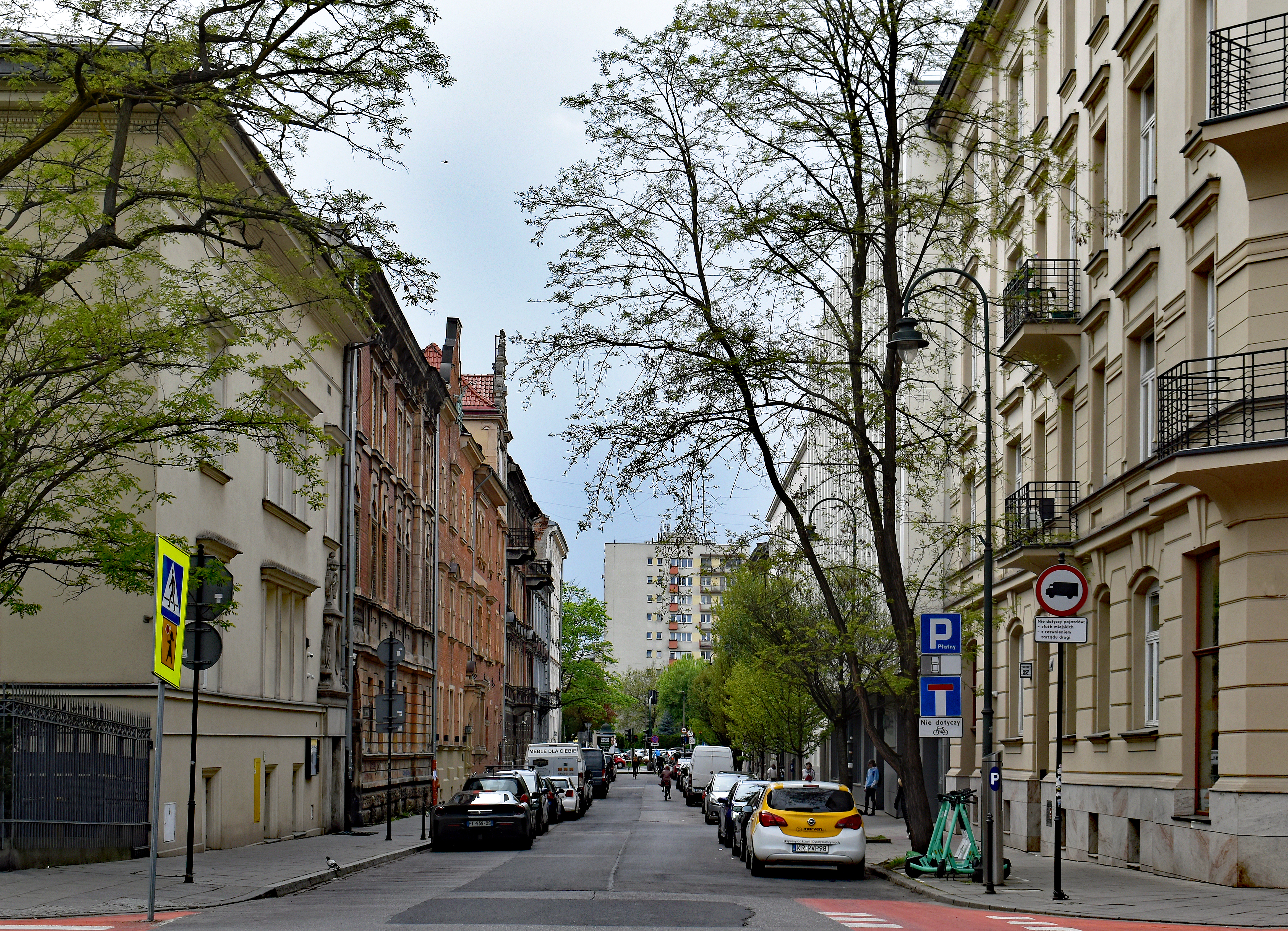
Widok z ul. Retoryka na zachód
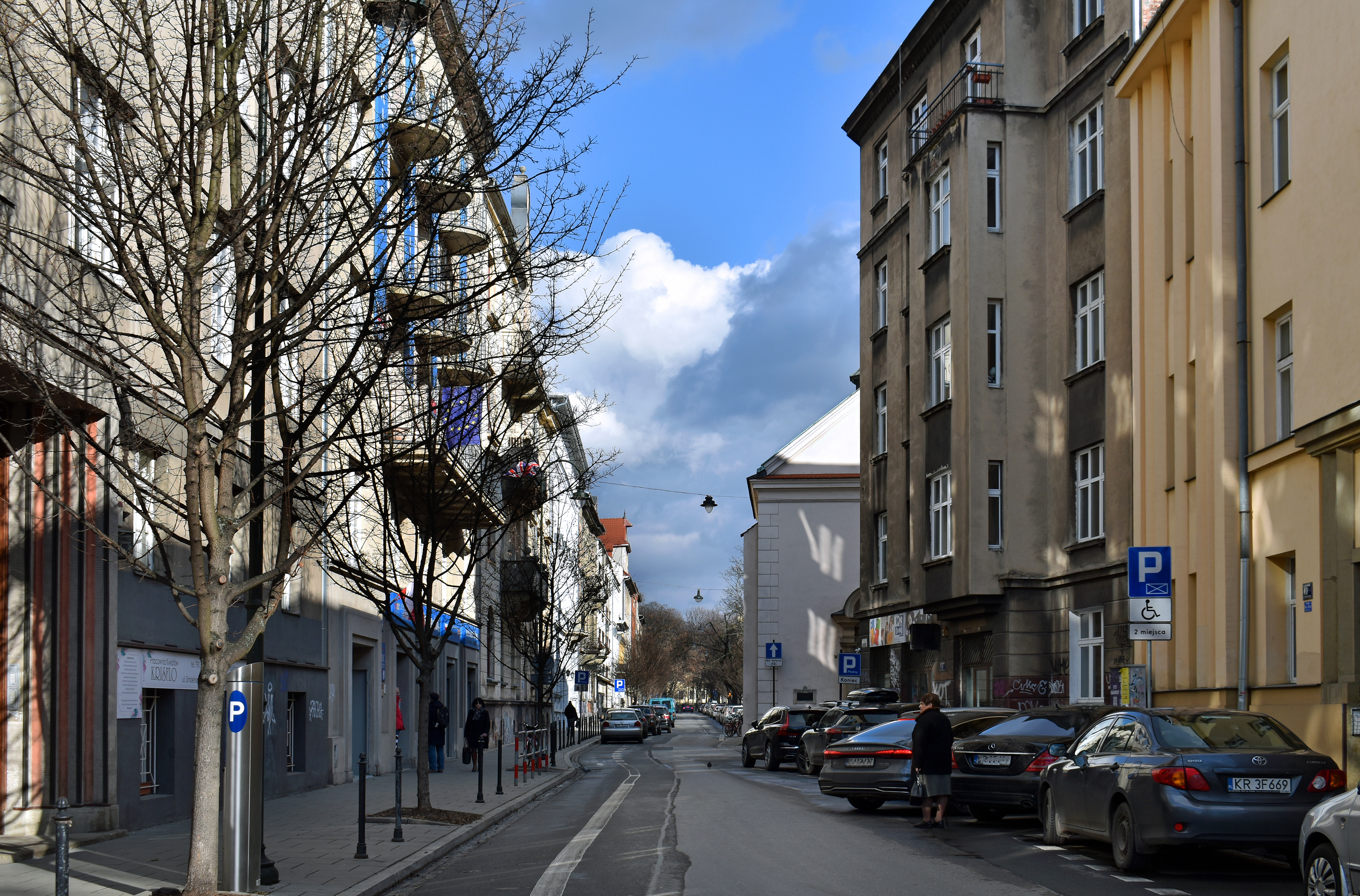
Widok z ul. Retoryka na wschód

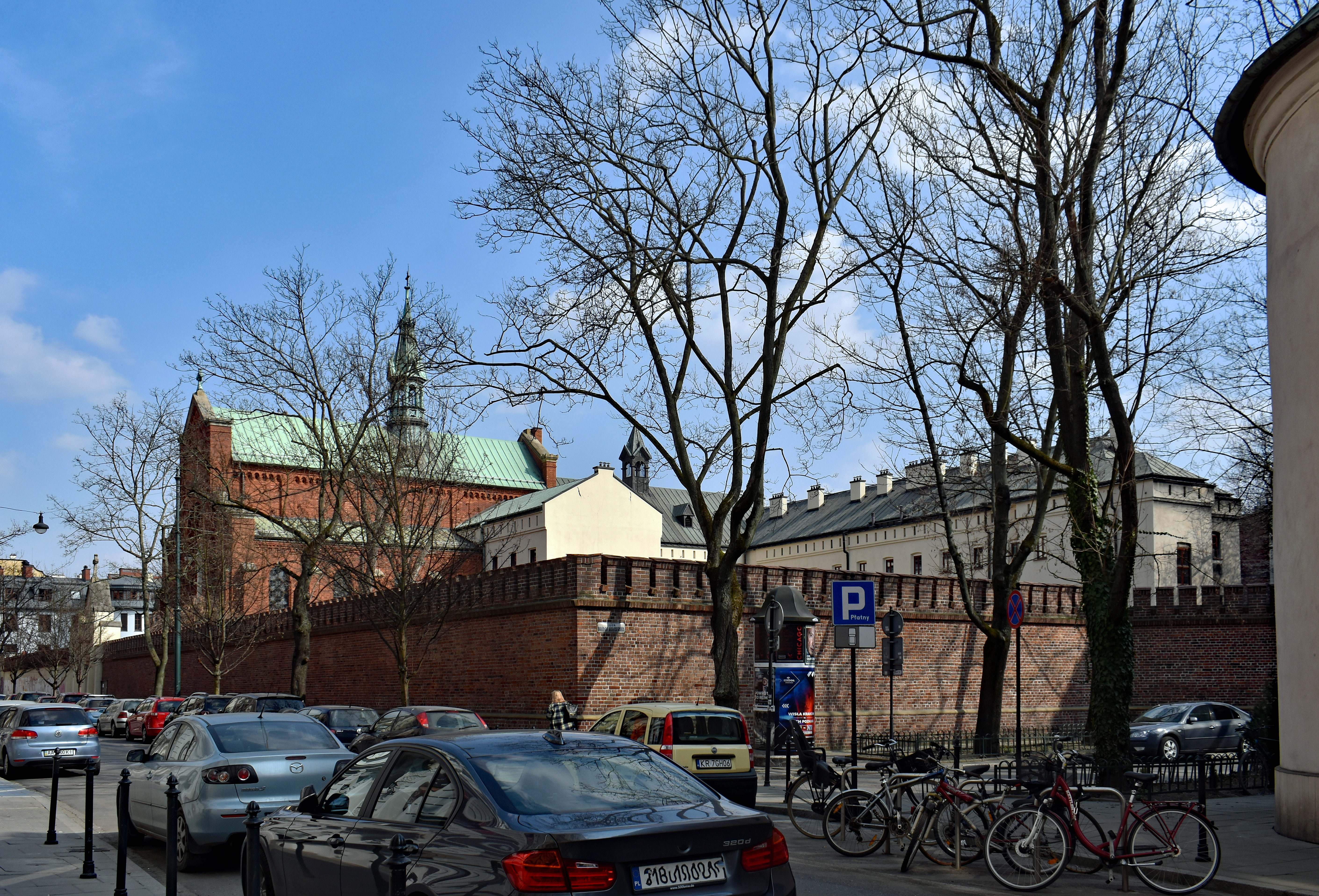
ul. Smoleńsk 2-6 Kościół i klasztor ss. felicjanek (proj. Feliks Księżarski, 1884)
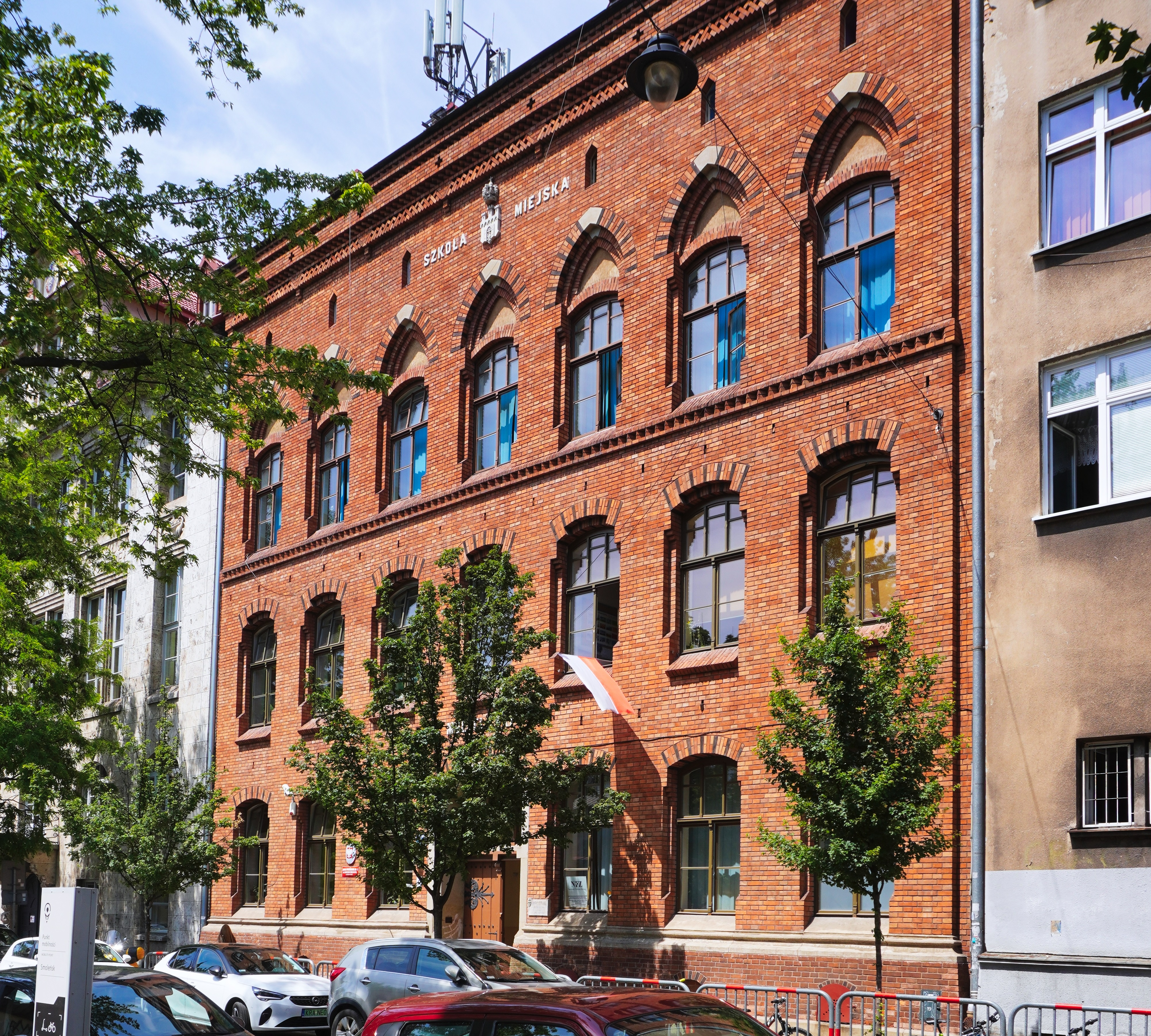
ul. Smoleńsk 7 Szkoła Miejska, obecnie Szkoła Podstawowa nr 4 (proj. Maciej Moraczewski, 1877–1881)
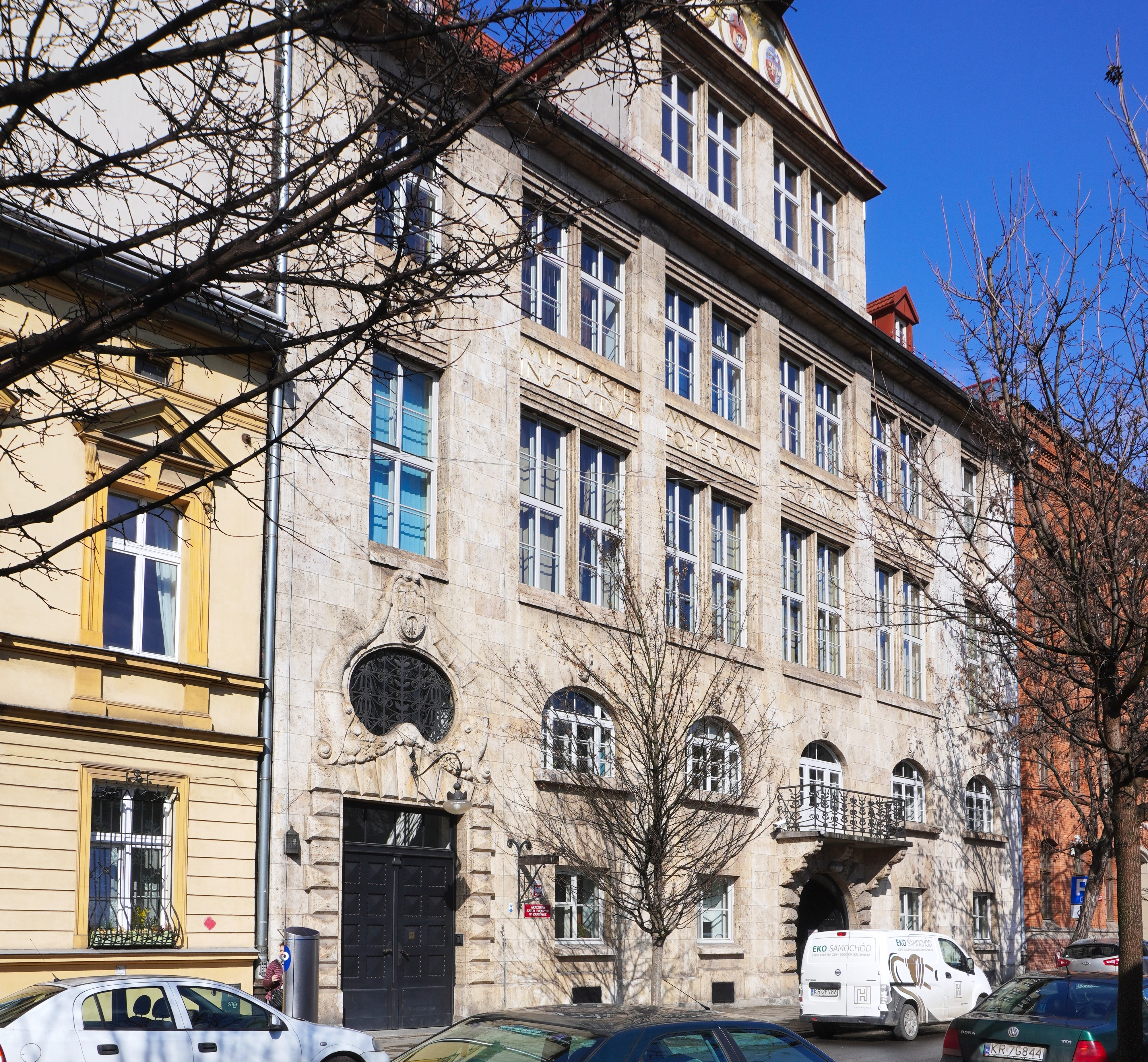
ul. Smoleńsk 9 Gmach dawnego Muzeum Techniczno-Przemysłowego (proj. Tadeusz Stryjeński, Franciszek Mączyński i Józef Czajkowski – fasada, 1908–1914)
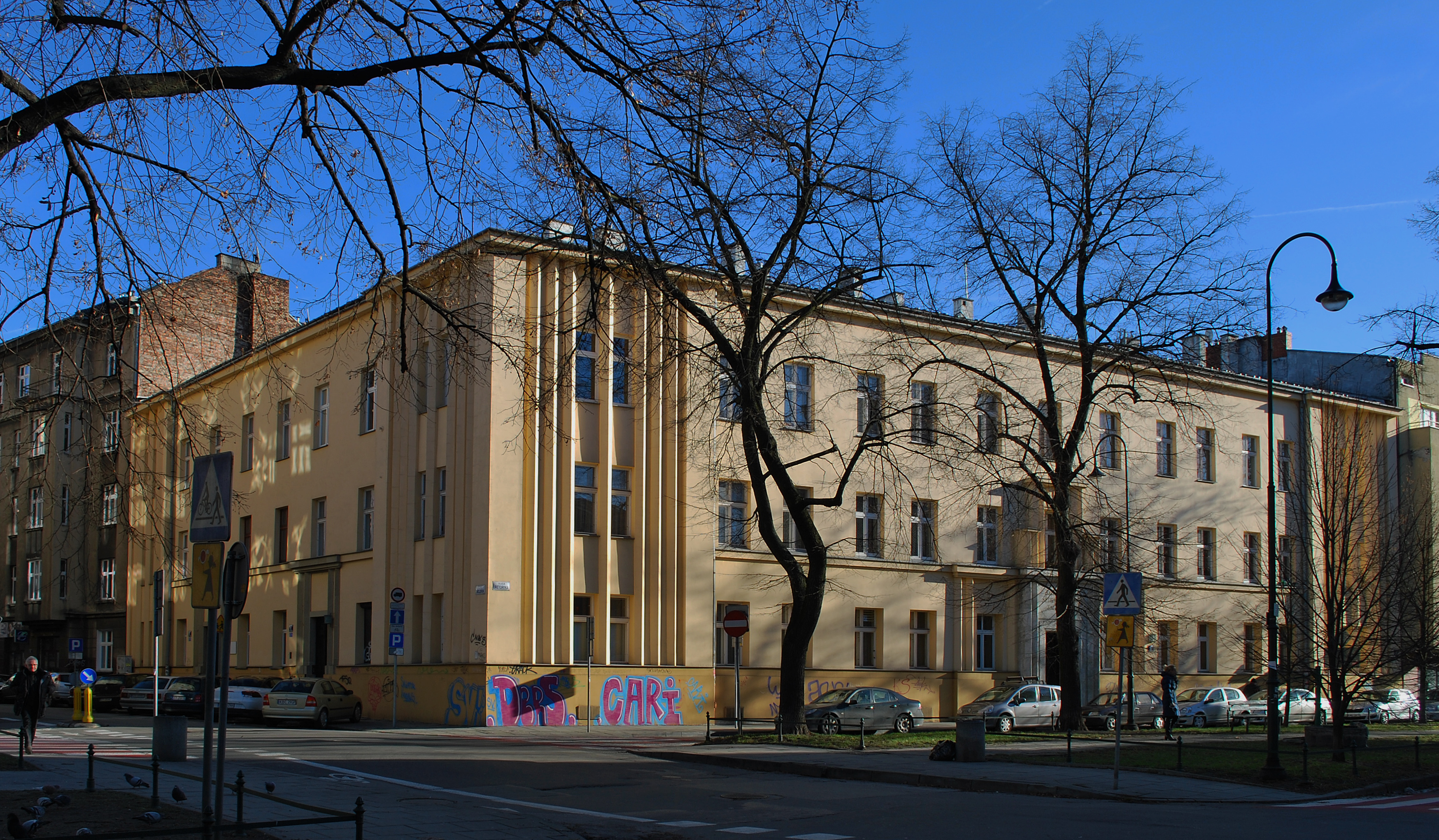
ul. Smoleńsk 10–12 Dom Egipski
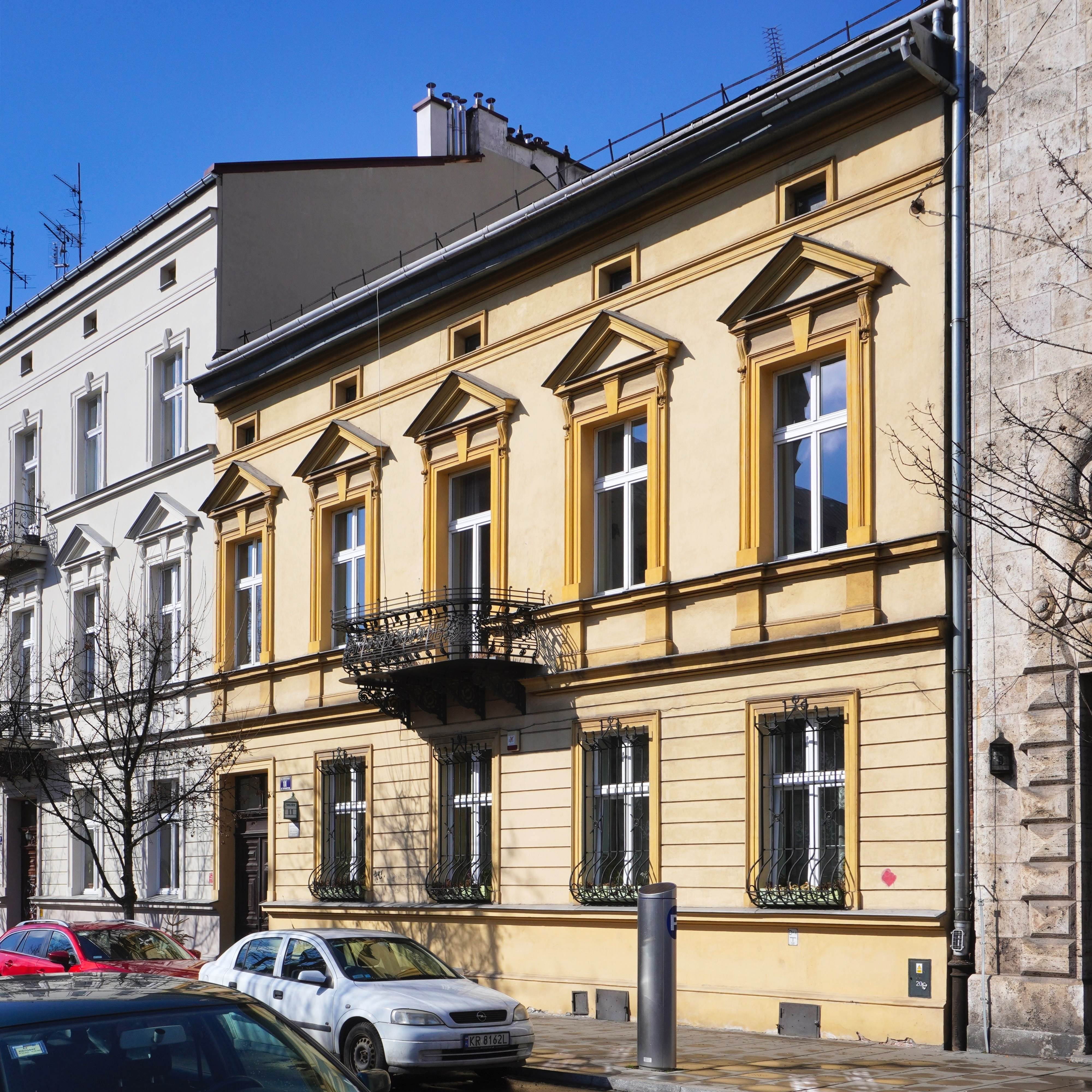
ul. Smoleńsk 11 Kamienica (proj. T. Zychoń, 1886–1887)
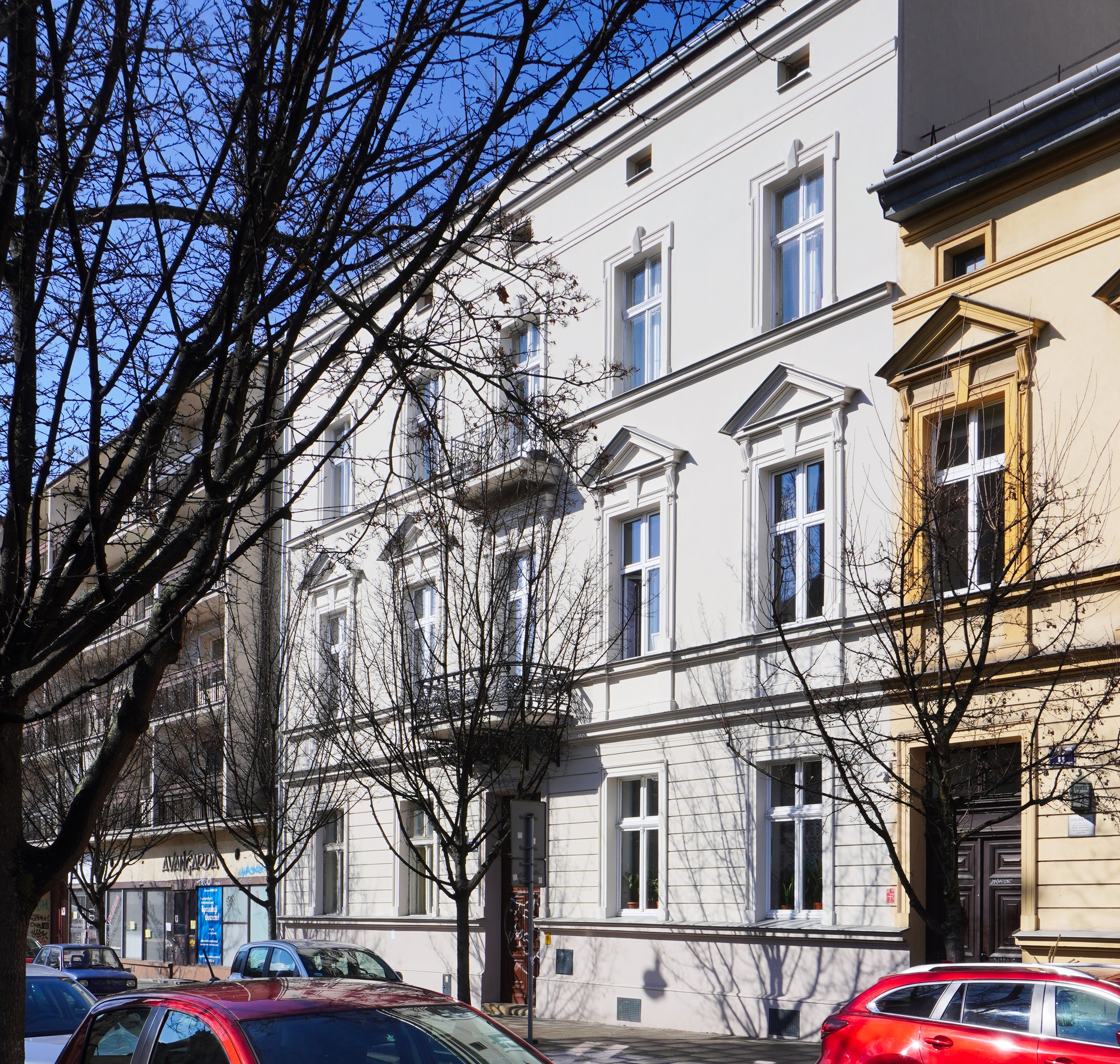
ul. Smoleńsk 13 Kamienica (proj. T. Zychoń, 1886–1887)
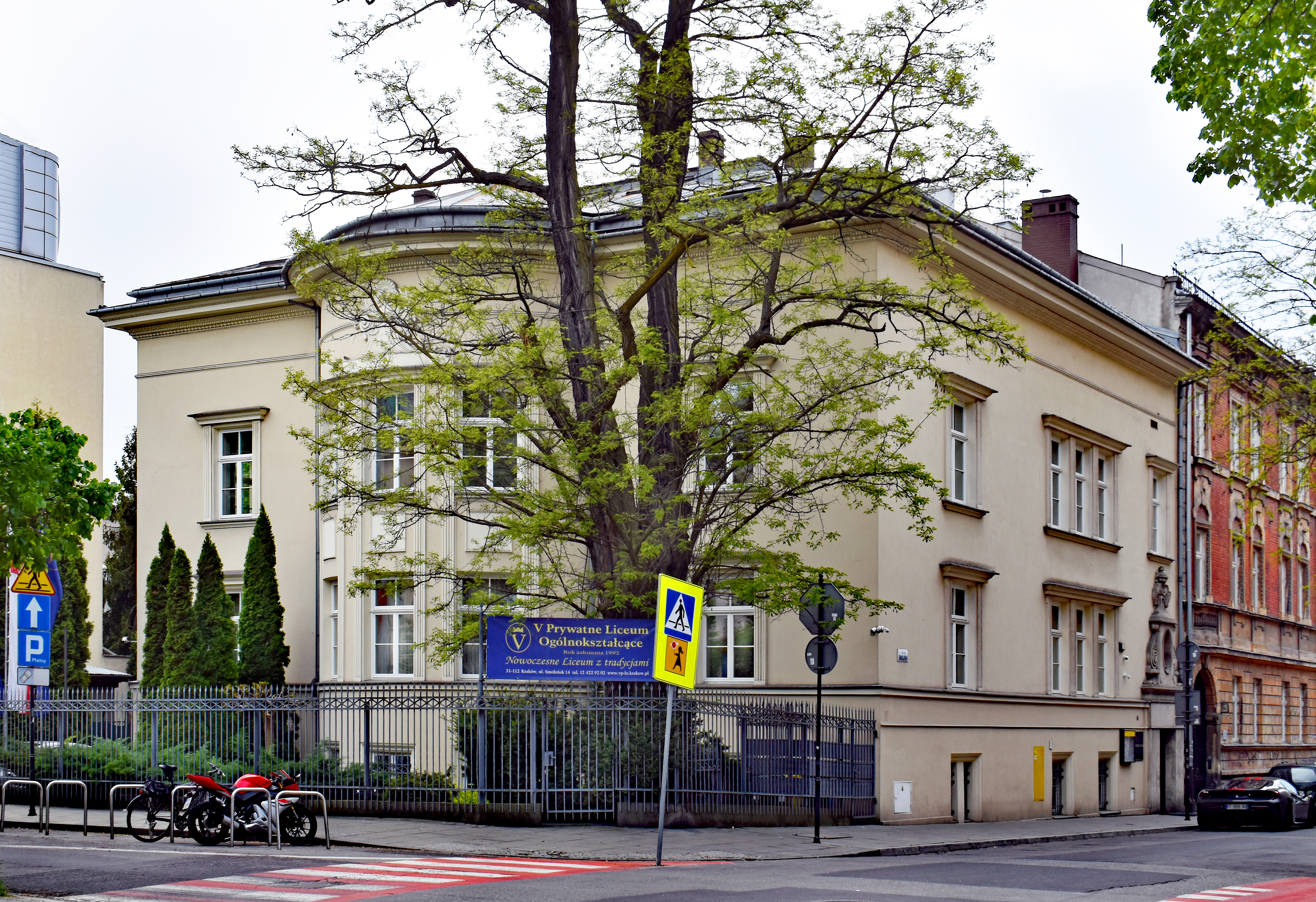
ul. Smoleńsk 14 Willa Anatola Lewkowicza (proj. Wacław Krzyżanowski, 1922)
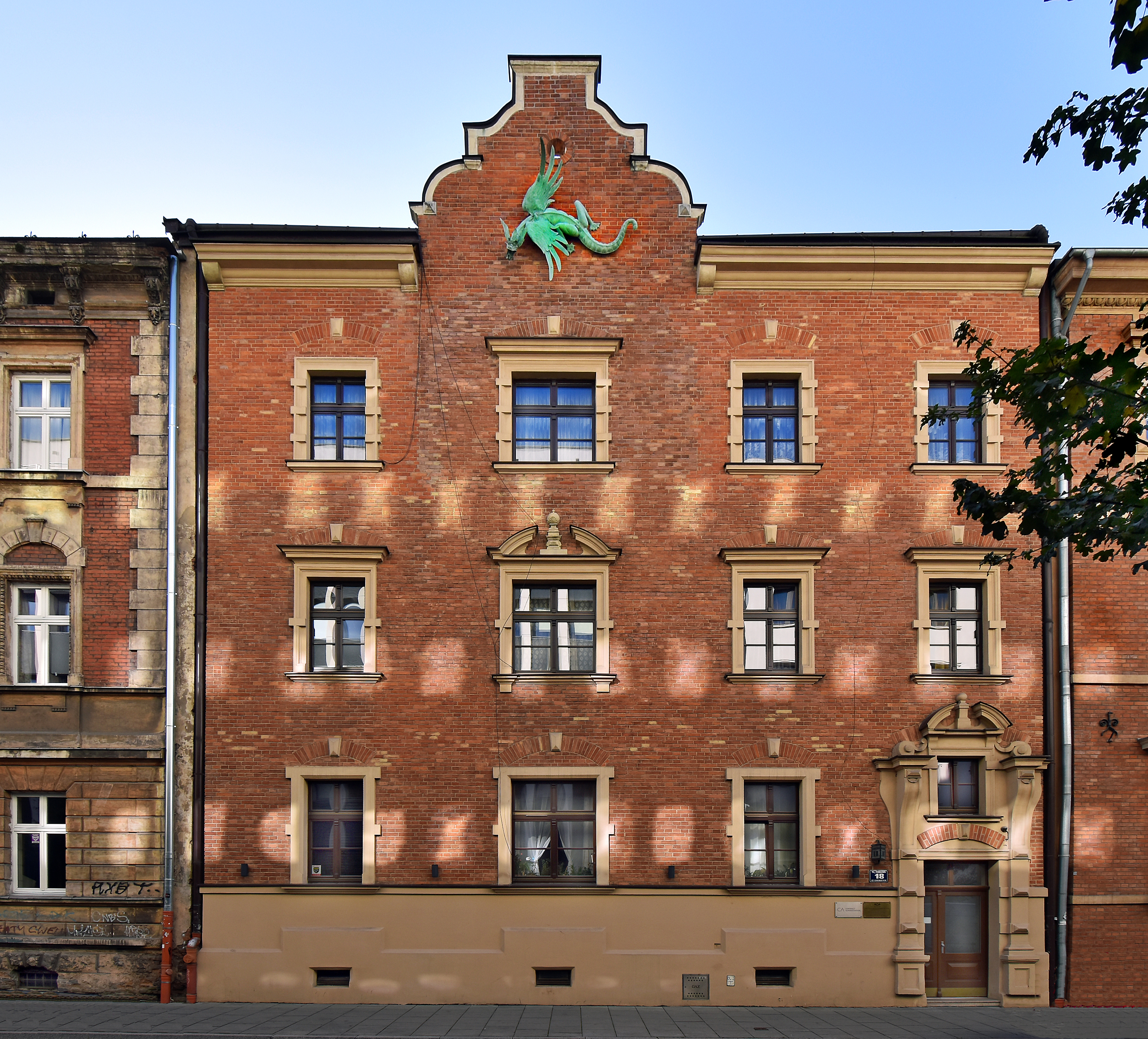
ul. Smoleńsk 18 Kamienica Pod Smokiem (proj. Teodor Talowski, 1887, nadbudowana wg proj. Władysława Ekielskiego, 1898)
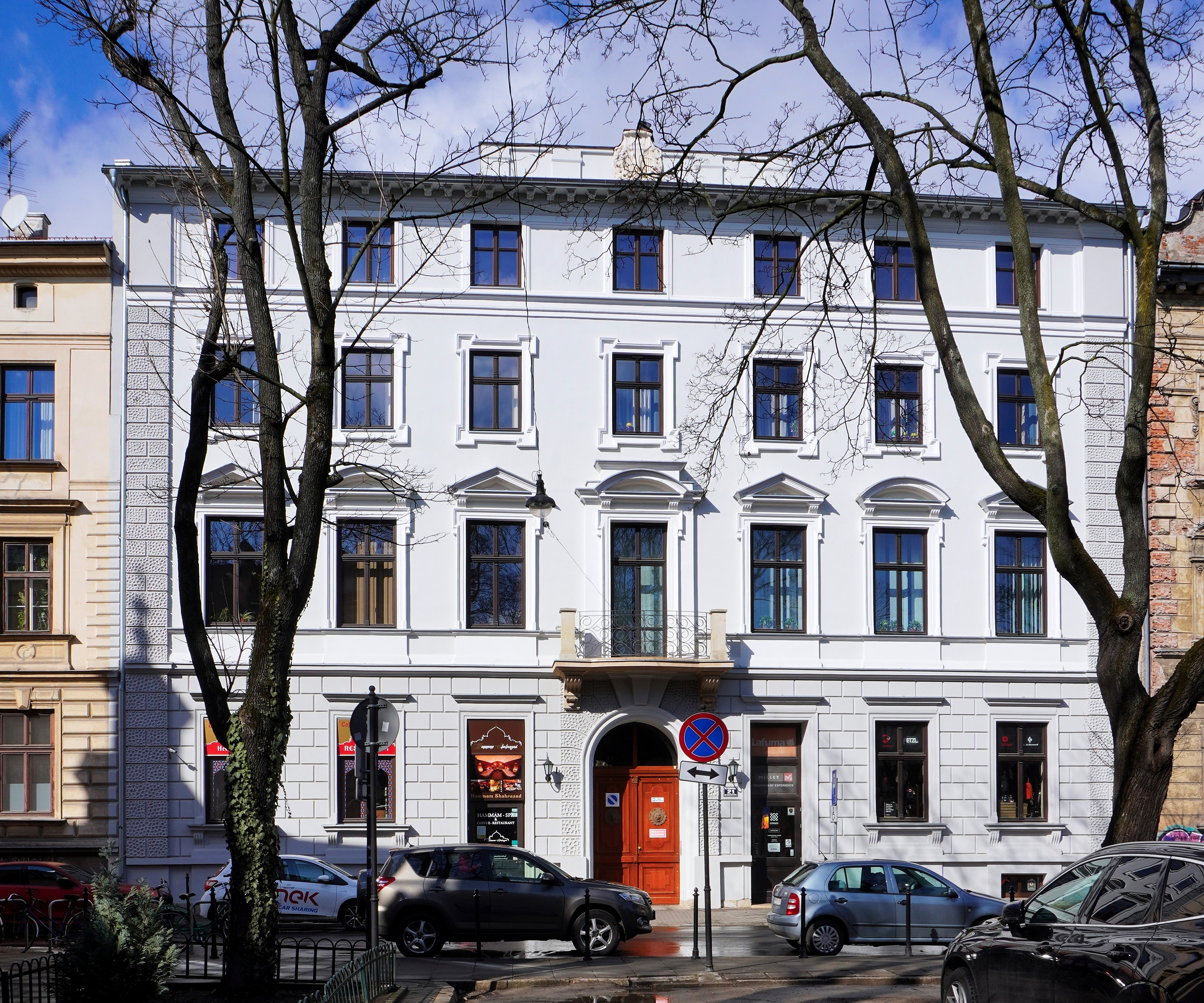
ul. Smoleńsk 21 Kamienica (proj. Maksymilian Nitsch, 1877)
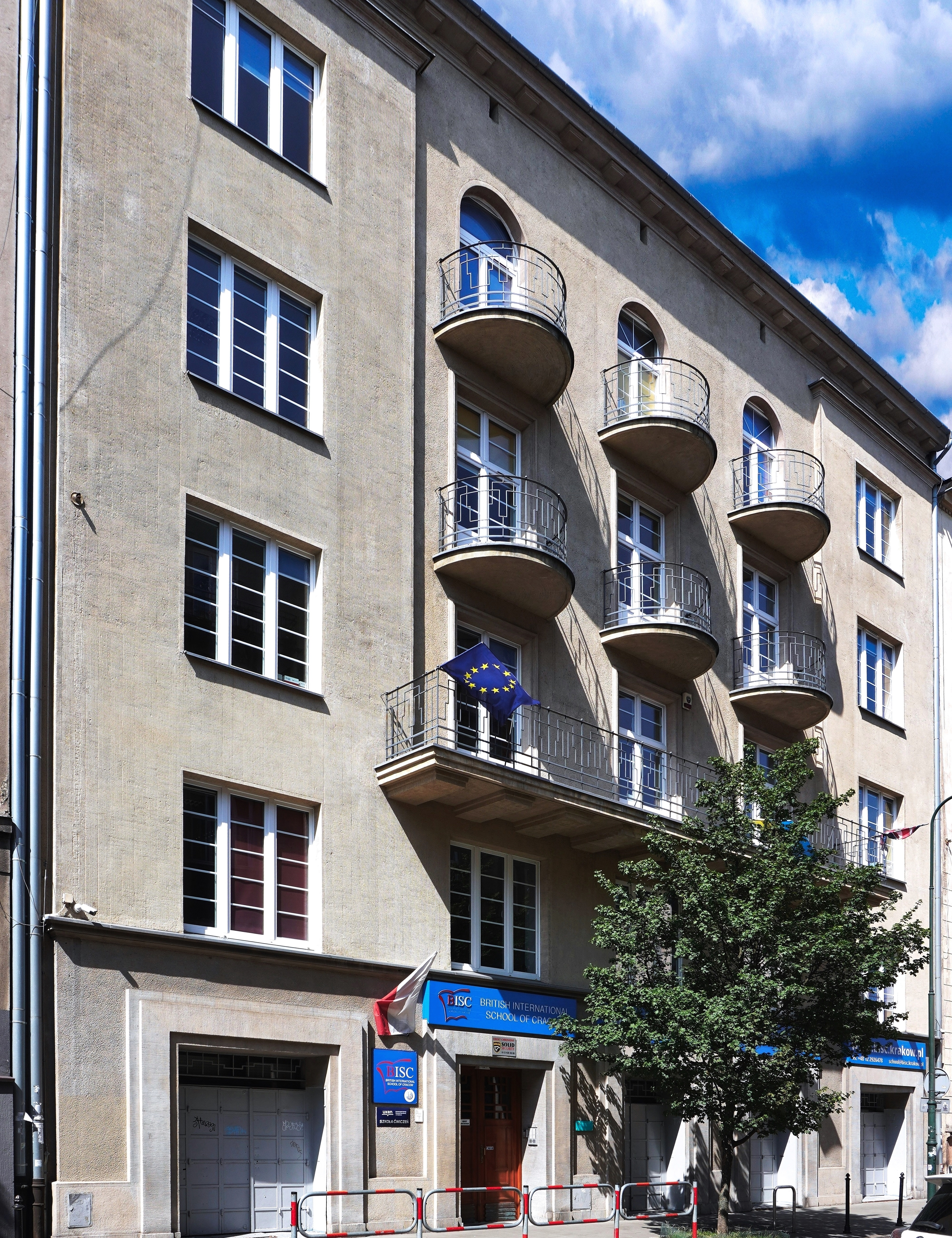
ul. Smoleńsk 25 Modernistyczna kamienica (ok. 1930)
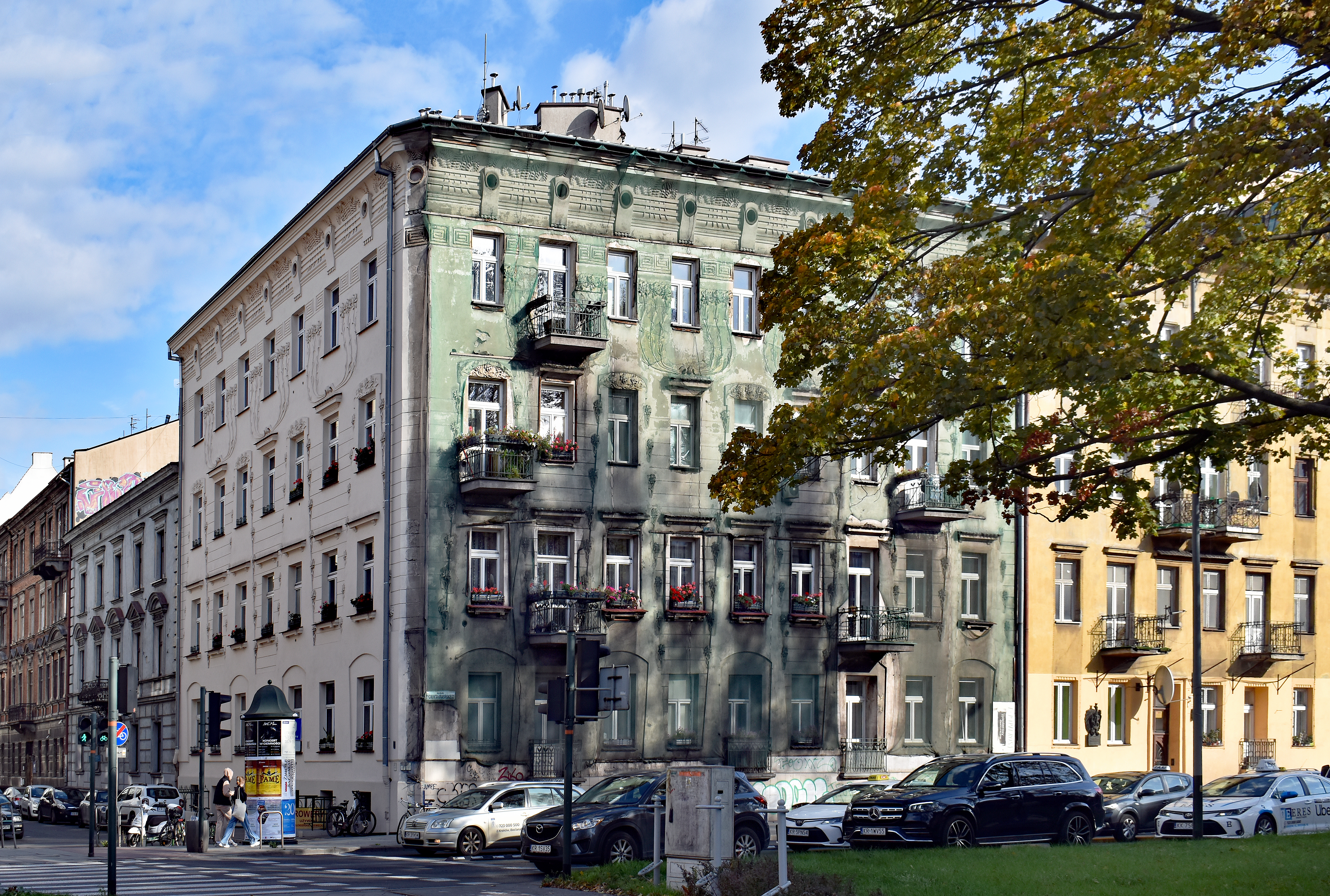
ul. Smoleńsk 26 Kamienica Pod Szarotką (1905)
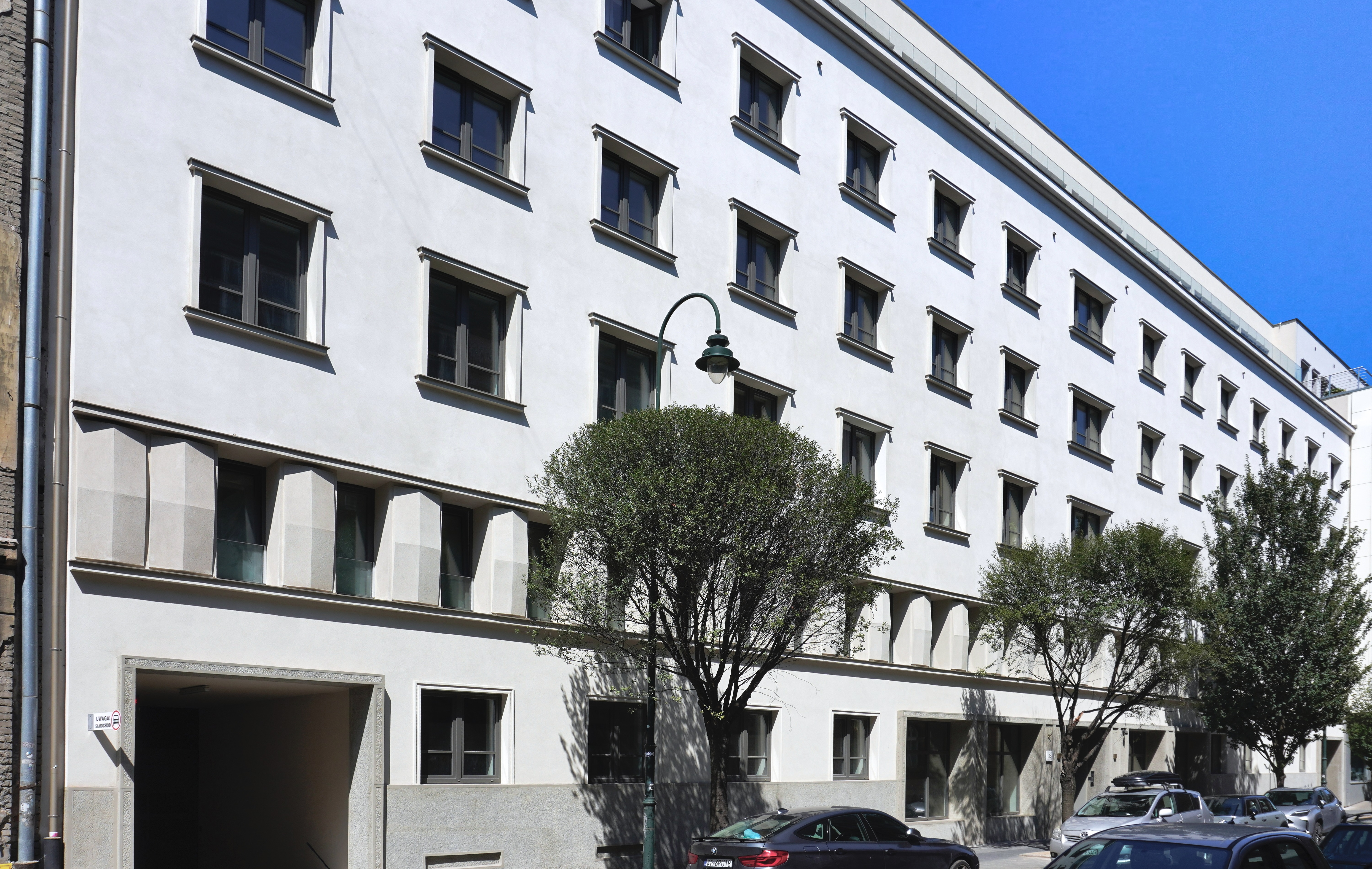
ul. Smoleńsk 33 Kamienica
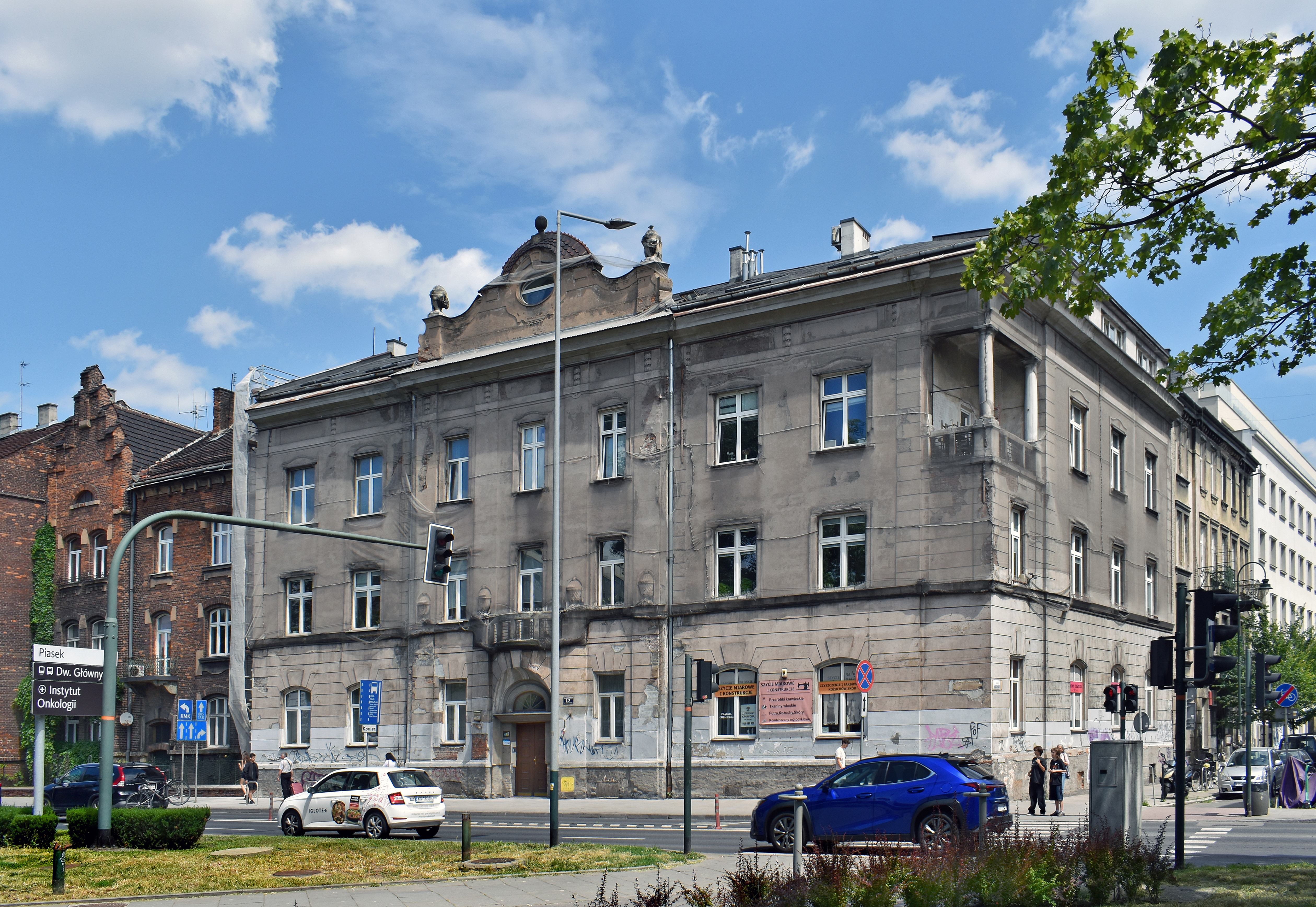
ul. Smoleńsk 37 Kamienica